# Kongahälla AIK
Kongahälla Allmänna Idrottsklubb (Kongahälla AIK, KAIK) är en idrottsförening i Kungälv, bildad i februari 1970. Föreningen har främst haft framgångar på ungdomssidan i friidrott. Man bedriver sina träningar på hemmaarenan Kongevi i Kungälv. Under vintersäsongen håller man till i Mimershallen, Bohushallen, Angered arena och vid Fontins Motionscentral. Klubben har av tradition haft många duktiga medel- och långdistanslöpare.

## Historia
Klubben bildades i mitten av februari 1970 av Bo Andersson, Torsten Sandberg, Paul Anderson, Malte Fredriksson, Hroar Johansen och Bertil Andersson. Klubbens första ordförande blev Torsten Sandberg. Två år efter bildandet tog klubben sitt första SM-guld genom Katharina Jönnå (flickor 14, 800 m) i Scandinavium.
Under senare delen av 1970-talet upplevde föreningen en nedgång i verksamheten och var nära på att läggas ned eller förläggas i vilande. Detta undveks dock och i mitten av 1980-talet fick föreningen ett starkt uppsving. Åren mellan 1985 och 1990 var den hittills bästa perioden tävlingsmässigt, då sju SM-guld i olika klasser bärgades samt flertalet DM- och GM-guld på ungdoms- och juniorsidan.
1991 var delar av Kongahälla AIK med och bildade tävlingsalliansen Ullevi FK, tillsammans med idrottsföreningarna IK Vikingen (bildad 1919) och Utby IK (bildad 1925). Kongahälla AIK lämnade dock alliansen redan efter några år.
1999–2008 upplevde Kongahälla AIK en ny framgångsrik period för föreningen.

## Utövare i urval
Bandyspelaren Mikael Lindberg, som spelat bandy i IFK Kungälv, var runt millennieskiftet en duktig hinderlöpare i klubben och fick bland annat springa för juniorlandslaget.
En person som har uppnått en slags kultstatus inom klubben efter hans över 20 år långa aktiva karriär är långlöparen Anders Soovik. Bland hans främsta meriter kan nämnas topp 20-placeringar på Göteborgsvarvet. Han har också fullgjort Stockholm Marathon och Vasaloppet, år 2011 tog han SM-guld i halvmarathon. 2012 vann han SM-guld på bland annat 3 000 meter vid veteran-SM inomhus. Soovik har även tränat sporadiskt tillsammans med de norska längdskidåkarna Kristin Størmer Steira och Marit Björgen. 

## Tävlingsarrangemang
Klubben arrangerar varje år Terräng-DM för Göteborgsdistriktet. Man arrangerar också den egna årliga tävlingen Trekungamötet, som alltid äger rum på söndagen i midsommarhelgen. Namnet på tävlingen kommer av de tre nordiska kungar som möttes i Kungälv år 1101.